# Елктон (Мичиген)
Елктон (енгл. Elkton) град је у америчкој савезној држави Мичиген.

## Демографија
По попису из 2010. године број становника је 808, што је 55 (-6,4%) становника мање него 2000. године.
| Група             | 2000.       | 2010.       |
| Белци             | 824 (95,5%) | 768 (95,0%) |
| Афроамериканци    | 3 (0,3%)    | 1 (0,1%)    |
| Азијати           | 3 (0,3%)    | 0 (0,0%)    |
| Хиспаноамериканци | 21 (2,4%)   | 20 (2,5%)   |
| Укупно            | 863         | 808         |